# Philippe Bequel
Philippe Bequel (La Rochelle, ... – 1669) è stato un pirata francese.

## Biografia
Philippe Bequel nacque probabilmente a La Rochelle, in Francia, e iniziò l'attività in pirateria servendo sotto i pirati Mathurin Gabaret e François Beaulieu verso la metà del XVII secolo. Dopo circa un decennio diventò capitano di una sua nave, e operò nella zona di Port Royale, ottenendo il 13 dicembre 1659 il permesso dal governatore D'Oyley di attaccare le imbarcazioni spagnole nella zona.
Su richiesta di Deschamps di Rausset, Bequel utilizzò la piccola isola di Tortoise come base delle proprie operazioni fino a poco prima della conquista della Giamaica da parte degli inglesi. Giunto nuovamente a Port Royale sul finire del 1663, divenne il primo pirata straniero a ricevere una letter of marque dal governatore coloniale della Giamaica.
Durante la sua carriera piratesca, salpò con François l'Ollonais e prese parte alle spedizioni in Honduras e in Nicaragua tra il 1667 ed il 1668. Successivamente fu pilota di uno squadrone della marina reale francese al comando del vice ammiraglio conte Jean II d'Estrées, mentre si trovava nelle Antille nel 1669. L'anno successivo, su richiesta dello stesso d'Estrées, con Moïse Vauquelin scrisse un rapporto dettagliato sulle loro esperienze tra Honduras e Yucatan.